# Liste der Naturdenkmale in Steißlingen
| Naturdenkmale | Anzahl |
| ------------- | ------ |
| FND           | 5      |
| END           | 0      |
| Gesamt        | 5      |

Die Liste der Naturdenkmale in Steißlingen nennt die verordneten Naturdenkmale (ND) der im baden-württembergischen Landkreis Konstanz liegenden Stadt Steißlingen. In Steißlingen gibt es insgesamt fünf als Naturdenkmal geschützte Objekte, alle sind flächenhafte Naturdenkmale (FND), keines ist ein Einzelgebilde-Naturdenkmal (END).
Stand: 1. November 2016.

## Flächenhafte Naturdenkmale (FND)
| Name                     | Bild | Kennung     | Einzelheiten                        | Position | Fläche Hektar | Datum         |
| ------------------------ | ---- | ----------- | ----------------------------------- | -------- | ------------- | ------------- |
| Alter Steinbruch         |      | 83350770004 | Steißlingen                         | ⊙        | 0,1           | 25. Apr. 1941 |
| Flachmoor Sauried        |      | 83350770006 | Radolfzell am Bodensee, Steißlingen | ⊙        | 1,4           | 12. Aug. 1988 |
| Schloßpark               |      | 83350770005 | Steißlingen                         | ⊙        | 5,1           | 13. Feb. 1948 |
| Seehof                   | BW   | 83350770002 | Steißlingen                         | ⊙        | 2,9           | 21. Okt. 1939 |
| Steißlinger See          |      | 83350770003 | Steißlingen                         | ⊙        | 11,2          | 21. Okt. 1939 |
| Legende für Naturdenkmal |      |             |                                     |          |               |               |